# Кормление
«Кормле́ние» (ст.-слав. управление от корма́) — первоначально означало способ содержания должностных лиц, вид пожалования великих и удельных князей своим должностным лицам, по которому княжеская администрация содержалась за счёт местного населения в течение периода службы.
Кормление, на Руси (в России), сначала существовало в виде сборов натурою и деньгами, с населения как древнейший способ содержания должностных лиц. «Русская Правда» указывала порции на день и на неделю, а затем корм обратился в повинность. К середине XVI столетия на Руси (в России), по многочисленным жалобам русского населения Иван Грозный стеснил власть кормленщиков — волостелей и наместников повсеместным введением воеводского правления.

## История
Первоначально кормление носило эпизодический характер. В соответствии с нормами «Русской правды», сборщики штрафа (виры), строители городов и некоторые другие категории получали с населения определённое натуральное довольствие. В XII—XIV веках кормление сыграло значительную роль в складывании системы местного управления. Князья посылали в города и волости бояр в качестве наместников и волостелей, а других служилых людей — тиунами. Население обязывалось содержать их («кормить») в течение всего периода службы. Наместники, волостели и другие представители местной княжеской администрации получали «корм» обычно три раза в году — на Рождество, Пасху и Петров день. При вступлении кормленщика в должность население платило ему «въезжий корм». «Корм» давался натурой: хлебом, мясом, сыром и прочим; для лошадей кормленщиков поставлялись овёс и сено. Кроме того, кормленщики собирали в свою пользу различные пошлины: судебные, за клеймение («пятнание») и продажу лошадей, «полавочное», мыт и другие. За счёт этих сборов они жили и содержали свою челядь. Наибольшего развития система кормлений достигла в XIV—XV веках.
Кормления порождали произвол и злоупотребления местных властей, заинтересованных в обогащении в период пребывания в кормленщиках. Поэтому, уже с XV века, московские великие князья регламентировали доходы кормленщиков путём выдачи специальных «кормленных» и уставных грамот. В конце XV — начале XVI века происходил перевод натуральных кормов в денежные. В результате земской реформы 1555—56 годов система кормлений законодательно была ликвидирована. В 1555 году был издан указ об отмене кормлений, который применялся, однако, не сразу и не повсеместно: источники продолжают упоминать о кормлениях в течение второй половины XVI века. Сборы на содержание кормленщиков преобразованы в особый налог в пользу казны («кормленый окуп»), установленный в определённом размере для различных категорий земель (дворянских, «чёрных», дворцовых). Сбор налога производился на «чёрных землях» земскими старостами, а в районах поместно-вотчинного землевладения — специальными сборщиками либо городовыми приказчиками.